# باول هارتمان (ممثل مسرحي)
باول هارتمان (بالألمانية: Paul Hartmann)‏ (و. 1889 – 1977 م) هو ممثل مسرحي، وممثل أفلام ألماني، ولد في فورت، توفي في ميونخ، عن عمر يناهز 88 عاماً.

## جوائز
حصل على جوائز منها:

جائزة الفيلم الألماني ‏

## وصلات خارجية
- باول هارتمان على موقع IMDb (الإنجليزية)
- باول هارتمان على موقع مونزينجر (الألمانية)
- باول هارتمان على موقع ألو سيني (الفرنسية)
- باول هارتمان على موقع أول موفي (الإنجليزية)
- باول هارتمان على موقع قاعدة بيانات برودواي على الإنترنت (الإنجليزية)
- باول هارتمان على موقع قاعدة بيانات الأفلام السويدية (السويدية)
- باول هارتمان على موقع ديسكوغز (الإنجليزية)
- باول هارتمان على موقع قاعدة بيانات الفيلم (الإنجليزية)